# Brachiaphodius taiwanicus
Brachiaphodius taiwanicus är en skalbaggsart som beskrevs av Rudolph Petrovitz 1976. Brachiaphodius taiwanicus ingår i släktet Brachiaphodius och familjen Aphodiidae. Inga underarter finns listade.